# Rareș Mănescu
Rareș Șerban Mănescu (n. 6 iulie 1969, București, România) este un politician român, fost primar al Sectorului 6 din București și în prezent vicepreședinte al Partidului Național Liberal. Între 2004 și 2008 a fost deputat și membru al comisiei pentru administrație publică, amenajarea teritoriului și echilibru ecologic a Camerei Deputaților.

## Origini
Rareș Șerban Mănescu s-a născut și a crescut în București, în Sectorul 6. A absolvit școala primară în Drumul Taberei și apoi a studiat la Liceul Economic. Urmând calea tatălui său, Virgil Mănescu, fruntaș liberal din perioada interbelică și de după cel de-Al Doilea Război Mondial, a ales calea activității politice.

## Studii
Rareș Șerban Mănescu este licențiat în management financiar contabil și administrativ și în administrație publică, absolvent al unui master în „Administrație Publică și Integrare Europeană”. A obținut titlul de Doctor în Economie cu tema „Politici bugetare în dezvoltarea economică. România în perioada post-aderare”.

## Cariera profesională
A activat în mai multe societăți comerciale, în care a urcat pas cu pas, treptele ierarhice. Ulterior a fost ales consilier local la Primăria Sectorului 6 din București, acolo unde a activat în Comisia pentru Urbanism. Între 2004 și 2008 a fost deputat și membru al Comisiei pentru administrație publică, amenajarea teritoriului și echilibru ecologic din Camera Deputaților.
Din această poziție, a propus mai multe proiecte de lege, cum ar fi modificarea și completarea Ordonanței de Urgență a Guvernului nr.148 din 3 noiembrie 2005 privind susținerea familiei în vederea creșterii copilului – devenită Legea 257 din 2008, mai binecunoscuta drept Legea Mamelor, iar printre altele, propunerea legislativă privind modificarea și completarea Legii învățământului nr.84/1995 - devenita Legea 33 din 2008. Alte propuneri legislative au vizat adoptarea codului de conduită și integritate politică a aleșilor locali sau modificarea și completarea OG 85/2001 privind organizarea și funcționarea asociațiilor de proprietari. De asemenea, Rareș Șerban Mănescu a inițiat legea 117/2007 prin care s-a eliminat prevederea legală care îi obliga pe proprietarii de apartamente să obțină fiecare câte o autorizație pentru modificările de tâmplărie exterioară. Prin această măsură, sunt posibile astăzi termene mai scurte pentru lucrările de reabilitare termică a blocurilor.

## Cariera politică
A intrat în PNL în 1990, activând în cadrul Filialei PNL a Sectorului 6, al cărei președinte a fost în perioada 2001-2016.
Din 1990 a îndeplinit mai multe funcții de conducere în cadrul Partidului Național Liberal printre care Secretar General Zonal al partidului între 1993 și 1994, Secretar General al Tineretului Național Liberal între 1994 și 1995, Vicepreședinte PNL Sector 6  între 1997 și 2001, membru în Biroul Național al Tineretului Național Liberal între 1998 și 2000. Din 2002 până în prezent este membru în Comitetul de Coordonare al Municipiului București. În martie 2009 a fost ales vicepreședinte al Partidului Național Liberal. De asemenea, tot în 2009, a fost șeful campaniei Partidului Național Liberal pentru alegerile europarlamentare.
În cadrul activității sale parlamentare în legislatura 2004-2008, Rareș Mănescu a fost membru în grupurile parlamentare de prietenie cu Statele Unite Mexicane, Republica Venezuela, Republica Federativă a Braziliei și Regatul Spaniei.

### Primar al Sectorului 6 din București
La alegerile locale din 2012, Rareș Șerban Mănescu s-a înscris în cursa electorală pentru Primăria Sectorului 6, din partea USL, alianță politică aflată la acea dată la guvernare. Candidatura sa a fost susținută de partidele din alianță - PNL, PSD și PC. A ieșit câștigător, cu 50,16% din voturi. La sfârșitul acelui mandat, în 2016, Mănescu rămăsese singurul primar din București ales în 2012 și rămas încă în funcție, ceilalți fiind toți cercetați penal și ca urmare suspendați, demiși sau obligați să demisioneze. 
Activitatea sa de conducător al Primariei Sector 6 Bucuresti a fost pusă de multe ori sub semnul obligațiilor pe care le-a avut față de sponsorii săi politici. Au existat multe contracte ce au fost semnate la limita legii cu firme de partid.
Cu toate acestea, el a hotărât să nu mai candideze.

## Viața personală
Rareș Șerban Mănescu a fost căsătorit cu Ramona Mănescu, deputat în Parlamentul European, iar împreună au doi copii, Vlad și Dragoș.

## Publicații
- „România în perioada post - aderare - Politici bugetareîn dezvoltarea economică” – Editura CD Press, București 2010.
- „Politica Uniunii Europene in domeniul protectiei mediului” – Tribuna Economică,  Nr 43 octombrie 2010
- „Este cota unica o solutie?” - Tribuna Economică, Nr 49 noiembrie 2010
- „Autoritățile locale trebuie să fie alături de investitori” - Tribuna Economică, Nr. 7, februarie 2011[18]
- „Rațiunea actelor normative: să producă efecte concrete”- Top Business, Nr. 49, decembrie 2009
- „Managementul conservării mediului natural” - Top Business, Nr. 50, decembrie 2009
- „Managementul reciclării deșeurilor, al dezvoltării surselor de energie alternativă și al ariilor protejate” - Top Business, Nr. 51 -52, decembrie 2009
- „Politicile în domeniul educației - componentă a unei strategii de dezvoltare pe termen mediu și lung I” - Tribuna Învățământului, nr. 1029, decembrie 2009
- „Politicile în domeniul educației - componentă a unei strategii de dezvoltare pe termen mediu și lung II” - Tribuna Învățământului, nr. 1030 -1031, decembrie 2009
- „Politici naționale adecvate în sectoarele de vârf – cale obligatorie pentru dezvoltarea durabilă a României” - Dezvoltare durabilă și energii regenerabile  a II-a Conferință națională  (decembrie 2010 ) - Editura Fundației România de Mâine, București 2010
- Budget and development at the  beginning of the 21st centrury. Let us understand the past in order to design the future  - Annals of Spiru Haret University,  Economic Series , Volume 1 (10), issue 4, 2010 - Editura Fundației România de Mâine, București 2010

## Vezi și
- Lista primarilor sectoarelor bucureștene după 1989